# Litoria booroolongensis
Litoria booroolongensis és una espècie de granota que es troba a Nova Gal·les del Sud i al nord de Victòria (Austràlia).